# Voriella armiceps
Voriella armiceps là một loài ruồi trong họ Tachinidae.